# Revista Ufológica OVNI Pesquisa

A Revista Ufológica OVNI Pesquisa é uma publicação brasileira dedicada ao estudo dos fenômenos aéreos não identificados, com foco em investigações científicas sobre Objetos Voadores Não Identificados (OVNIs). Fundada em 2019, a revista busca promover a pesquisa e o debate sobre o tema, evitando abordagens sensacionalistas.

## História
A Revista Ufológica OVNI Pesquisa foi criada com o objetivo de contribuir para o estudo da ufologia no Brasil. Desde sua fundação, tem publicado análises de avistamentos e eventos relacionados a OVNIs, procurando embasamento científico e investigativo.
A publicação também cobre relatos históricos amplamente discutidos na ufologia brasileira, como o Caso Varginha, analisando novas evidências e depoimentos.

## Perfil e Conteúdo
A revista é publicada periodicamente e aborda temas como:
- Relatos de avistamentos de OVNIs;
- Investigação de fenômenos atmosféricos não explicados;
- Estudo de agroglifos e outros eventos considerados anômalos;
- Entrevistas com especialistas e pesquisadores da área.

Em 2022, a revista analisou os agroglifos surgidos em plantações de Santa Catarina, oferecendo uma recompensa para obter informações sobre sua origem. Entretanto, especialistas apontam que esses desenhos podem ter explicações naturais ou serem feitos por pessoas.

## Críticas e Controvérsias
A Revista Ufológica OVNI Pesquisa recebeu críticas por não apresentar evidências empíricas robustas para alguns casos discutidos. Especialistas apontam que, apesar da tentativa de adotar uma abordagem científica, muitas análises permanecem no campo da especulação.
O caso do ET de Varginha, por exemplo, continua sem comprovação definitiva, e muitos pesquisadores consideram que a falta de evidências concretas enfraquece a credibilidade de novas alegações. O mesmo ocorre com os agroglifos, cuja origem permanece incerta.